# Ecnomus digrutus
Ecnomus digrutus är en nattsländeart som beskrevs av Cartwright 1990. Ecnomus digrutus ingår i släktet Ecnomus och familjen trattnattsländor. Inga underarter finns listade i Catalogue of Life.